# Arachniodes insularis
Arachniodes insularis là một loài dương xỉ trong họ Dryopteridaceae. Loài này được W.H. Wagner mô tả khoa học đầu tiên năm 1993.